# Fyrverkerilök
Fyrverkerilök (Allium schubertii) är en växtart i släktet lökar och familjen amaryllisväxter. Den beskrevs av Joseph Gerhard Zuccarini. Inga underarter finns listade i Catalogue of Life.

## Utbredning
Fyrverkerilöken växer vilt från södra Turkiet till Jordanien och i Cyrenaica i Libyen. Den odlas som prydnadsväxt och snittblomma i andra delar av världen.